# Jeff Burton
Jeffrey Tyler "Jeff" Burton, född den 29 juni 1967 i South Boston i Virginia, är en amerikansk före detta professionell racerförare. Burton är expertkommentator under NBC Sports sändningar av Nascar Cup Series. Han är far till Harrison Burton.

## Racingkarriär
Burton inledde sin förarkarriär i Nascar Busch Series 1988, och i den serien körde han på heltid fram till 1993, då han tog en karriärbästa niondeplats i den serien. Från och med 1994 satsade Burton på Winston Cup, där han blev årets rookie och slutade på 24:e plats totalt. Efter en dålig uppföljande säsong bytte han stall till Roush Fenway Racing till 1996. Efter att ha slutat på trettondeplats under 1996, blev han fyra 1997, efter att ha vunnit sitt första race i serien. Han blev femma 1998, och han nådde samma placering även 1999. Säsongen 2000 slutade Burton trea totalt, vilket var hans bästa totalplacering vid tidpunkten. Efter några dåliga säsonger valde Burton att lämna teamet efter 2004, då han istället gick till Richard Chidress Racing, där han 2007 slutade på sjundeplats innan han 2008 vann två race, och utmanade om titeln, fram till en dålig avslutning på The Chase, vilket gav en slutgiltig sjätteplats. Det följdes av en mindre lyckad säsong 2009, då Burton missade The Chase helt och hållet, och sällan slogs om topplaceringar.